# 殷梨亭
殷梨亭是金庸武俠小说《倚天屠龙记》中的人物。

## 概述
殷梨亭是张三丰的第六个徒弟，在第一版中称为殷利亨，人稱殷六俠，劍術名家，劍法為七俠中最高。
他曾经与峨嵋派纪晓芙订有婚约，但被杨逍横刀夺爱。在紀曉芙死後仍然對她念念不忘，更曾在六大派圍剿光明頂一役企圖向楊逍報仇。可是當他知道紀曉芙對楊逍移情別戀後心灰意冷，一人逕自下山，便在此時遇上汝陽王府旗下西域少林金剛門僧人，被他們用大力金剛指所傷，幾近癱瘓。
後來張無忌用黑玉斷續膏為他醫治，令他不致殘廢。殷梨亭傷重期間意志消沉，更曾有輕生念頭，楊不悔認為母親虧欠殷梨亭而自願侍奉以替母贖罪，日久生情和杨不悔成親，杨不悔後來懷有一胎。
在「屠狮英雄会」上用「太極劍」與峨嵋派第四代掌門周芷若的「白蟒鞭法」對戰，但實力懸殊不敵險被殺，得二哥俞莲舟出手相助，但二對一仍不敵周芷若，後來由張無忌出手解危。
屠獅英雄會過後不久，適逢元朝「汝陽王」察罕帖木儿率二萬蒙古軍攻上少室山少林寺打算一舉纖滅武林羣雄，殷梨亭也與武林羣雄殺敵報國。

## 家系
|  |  |  |  | 杨逍 | 杨逍 | 杨逍 | 杨逍 | 杨逍   | 杨逍   |        |        | 紀曉芙 | 紀曉芙 | 紀曉芙 | 紀曉芙 | 紀曉芙 | 紀曉芙 |        |        |        |        |  |  |
|  |  |  |  | 杨逍 | 杨逍 | 杨逍 | 杨逍 | 杨逍   | 杨逍   |        |        | 紀曉芙 | 紀曉芙 | 紀曉芙 | 紀曉芙 | 紀曉芙 | 紀曉芙 |        |        |        |        |  |  |
|  |  |  |  |      |      |      |      |        |        |        |        |        |        |        |        |        |        |        |        |        |        |  |  |
|  |  |  |  |      |      |      |      | 杨不悔 | 杨不悔 | 杨不悔 | 杨不悔 | 杨不悔 | 杨不悔 |        |        | 殷梨亭 | 殷梨亭 | 殷梨亭 | 殷梨亭 | 殷梨亭 | 殷梨亭 |  |  |
|  |  |  |  |      |      |      |      | 杨不悔 | 杨不悔 | 杨不悔 | 杨不悔 | 杨不悔 | 杨不悔 |        |        | 殷梨亭 | 殷梨亭 | 殷梨亭 | 殷梨亭 | 殷梨亭 | 殷梨亭 |  |  |

## 影視形象

### 劇集
- 林偉圖：香港無綫電視《倚天屠龍記》（1978年）
- 湯秦：台灣台視《倚天屠龍記》（1984年）
- 戴志偉：香港無綫電視《倚天屠龍記》（1986年）
- 蕭大陸：台灣台視《倚天屠龍記》（1994年）
- 莫家堯：香港無綫電視《倚天屠龍記》（2001年）
- 韓夫一：中國亞環影音《倚天屠龍記》（2003年）
- 王九勝：中國華誼兄弟、華夏視聽聯合出品《倚天屠龍記》（2009年）
- 宫正楠：中國華夏視聽、企鵝影視聯合出品《倚天屠龍記》（2019年）

### 電影
- 丁羽：《倚天屠龍記》（1963年，1965年）（第一及第二集），香港粵語長片，峨嵋電影公司
- 艾飛：《倚天屠龍記》及《倚天屠龍記大結局》（1978年）、《魔劍屠龍》（1984年），邵氏公司
- 何浩文：《倚天屠龍記之九陽神功》、《倚天屠龍記之聖火雄風》（2022年），星王朝